# کارساوا
کارساوا (به آلمانی: Karsau) شهرکی در لتونی با جمعیت ۲٬۵۷۰ نفر است که در ludza district واقع شده‌است.